# Sapromyza hardii
Sapromyza hardii är en tvåvingeart som beskrevs av Oswald Beltram Lower 1953. Sapromyza hardii ingår i släktet Sapromyza och familjen lövflugor. Inga underarter finns listade i Catalogue of Life.